# Marina Pinzuti
Marina Pinzuti Ansolini, nota come Marina Pinzuti (Roma, 30 aprile 1956), è una scenografa italiana.

## Biografia
Laureata in architettura, ha cominciato la sua carriera nel cinema con Luigi Cozzi. Ha anche lavorato con il regista britannico Mike Barker e con l'austriaco Robert Dornhelm e con Dario Argento. Assieme allo scenografo Antonello Geleng ha ricevuto la nomination al David di Donatello nel 2000 per il film Amor nello specchio, regia di Salvatore Maira, ai  Nastri d'argento per la scenografia nel 2011 per il film La solitudine dei numeri primi, regia di Saverio Costanzo e nel 2017 per il film Piccoli crimini coniugali, regia di Alex Infascelli

## Filmografia
- Paganini Horror (1989), regia di Luigi Cozzi, (scenografa e architetta-scenografa)
- Donne in un giorno di festa (1993), (scenografa)
- Il lungo silenzio (1993), regia di Margarethe von Trotta, (assistente scenografo)
- Dellamorte Dellamore (1994), regia di Tiziano Sclavi, (arredatrice set)
- Amor nello specchio (1999), regia di Salvatore Maira, (scenografa)
- Tra due mondi (2001), regia di Fabio Conversi, (scenografa)
- Biuti Quin Olivia (2002), regia di Federica Martino, (scenografa)
- Il cartaio (2004), regia di Claudio Argento, (scenografa)
- De reditu - Il ritorno (2004), regia di Claudio Bondì, (architetta-scenografa)
- Le seduttrici (2004), regia di Mike Barker, (arredatrice)
- Edda (2005), miniserie televisiva, regia di Giorgio Capitani, (scenografa)
- Guerra e pace (2007), miniserie televisiva (episodi sconosciuti), regia di Robert Dornhelm, (scenografa)
- Ne te retourne pas (2009), film francese, regia di Marina de Van, (arredatrice set)
- La solitudine dei numeri primi (2010), regia di Saverio Costanzo, (scenografa)
- Atelier Fontana - Le sorelle della moda (2011), miniserie televisiva, regia di Riccardo Milani (scenografa)
- Dracula 3D (2012) regia di dario Argento
- Volare - La grande storia di Domenico Modugno (2013), miniserie televisiva, regia di Riccardo Milani
- Piccoli crimini coniugali (2016), regia di Alex Infascelli (scenografa)